# Pierre Joseph Jubié
Pierre Joseph Fleury Jubié est un homme politique français né le 1er septembre 1759 à La Sône (Dauphiné) et mort le 2 avril 1843 à Saint-Marcellin (Isère).

## Biographie
Pierre Joseph Fleury Jubié naît le 1er septembre 1759 à La Sône. Il est le fils de Joseph Noël Jubié, négociant en soie, et de son épouse, Marie Angélique Rolet. 
Pierre Joseph Fleury Jubié est élève inspecteur des manufactures en 1783, puis devient sous-inspecteur à Nîmes en 1784. En 1785, monté à Paris, il co-crée la banque Jubié, Basterrèche & Cie.
il est membre de l'assemblée provinciale du Dauphiné en 1787 et administrateur du département en 1790. Il est élu député de l'Isère au Conseil des Cinq-Cents le 24 vendémiaire an IV et fut l'un des fondateurs de la caisse d'escompte. Rallié au coup d'État du 18 Brumaire, il est sous-préfet de Saint-Marcellin et député de l'Isère de 1803 à 1814. Il devient conseiller général des manufactures en 1817, puis secrétaire général de la préfecture de Seine-Maritime de 1820 à 1835.
Il épouse Jeanne-Benoîte Messence en 1789. Il est nommé chevalier de Saint-Michel le 31 décembre 1816. 
Il meurt le 2 avril 1843 à Saint-Marcellin. 